# Морено, Роберто (автогонщик)
Робе́рто (Пу́по) Море́но (порт. Roberto Pupo Moreno, 11 февраля 1959 года, Рио-де-Жанейро) — бразильский автогонщик, участник чемпионата мира по автогонкам в классе Формула-1 и серии CART.

## Биография
В 1980 году выиграл чемпионат Великобритании в Формуле-Форд, на следующий год перешёл в британскую Формулу-3. Был тест-пилотом команды Формулы-1 «Лотус», выиграл Гран-при Австралии Формулы-3. В 1982 году заменял травмированного пилота «Лотуса» Найджела Мэнселла на Гран-при Нидерландов Формулы-1, не прошёл квалификацию. В 1984 году стал вице-чемпионом Формулы-2 с двумя победами, на следующий год дебютировал в чемпионате CART. В 1987 году вернулся в Формулу-3000, провёл два Гран-при в Формуле-1. Через год стал чемпионом Формулы-3000 с четырьмя победами и подписал контракт тест-пилота команды «Феррари».
В 1989—1992 годах выступал в различных командах Формулы-1, наибольшего успеха добился в команде «Бенеттон» правда был сильно нестабилен в результатах. Но дебют за команду стал успешным, хотя в той гонке бразильцу очень сильно повезло (завоевал второе место на Гран-при Японии 1990 года), а на следующий год набрал восемь очков в зачёт чемпионата. Несмотря на успехи, после Гран-при Бельгии 1991 года его уволили из команды для того, чтобы усадить за руль Михаэля Шумахера. В результате до судебного соглашения Роберто получил компенсацию в 500 тыс. дол. США, после чего обменял деньги на место в команде «Джордан», откуда он также был уволен после двух гонок из-за плохих результатов. Заканчивал сезон бразилец в Minardi.
1992-й год Морено провёл в одной из самых слабых за всю историю современной Формулы-1 команд — «Андреа Мода». Из 9 гонок в 8 автомобиль не позволил пройти квалификацию, но в Монако Роберто совершил маленькое чудо, стартовав последним, но всё же пройдя квалификацию, но на 20-м круге его подвёл двигатель. А ближе к концу сезона команда вовсе прекратила своё существование.
В 1993 году Морено выступал во французском чемпионате кузовных автомобилей, в 1994-м предпринял попытку выступить в Инди-500, но не прошёл квалификацию. В 1995 году вновь провёл полный сезон в Формуле-1 за рулём слабого автомобиля «Форти», очков не набрал. С 1996 года вернулся в чемпионат CART, проведя полный сезон, но в 1997—1999 выходил на старт, заменяя других гонщиков. Следующий его полный сезон стал и лучшим в американской карьере Морено — в 2000-м он выиграл гонку в Кливленде и занял по итогам сезона третье место в чемпионате. В 2001 году также одержал одну победу на этапе в Ванкувере, а в конце 2003 объявил о своем уходе из автоспорта. Тем не менее, в 2004—2008 годах Роберто Морено время от времени выходил на старт — Индикаре, гонках чэмпкаров, серии «Гранд-Ам», бразильском чемпионате GT3.

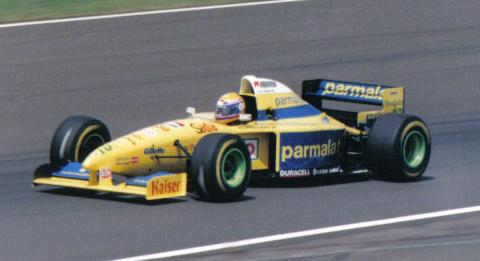
Роберто Морено на Гран-при Великобритании 1995 года

## Результаты гонок в Формуле-1
| Легенда к таблице |                                                                    |
| --- | ------------------------------------------------------------------ |
| В таблице перечислены результаты всех Гран-при Формулы-1, в которых принимал участие гонщик. Строками таблицы являются сезоны, столбцами — этапы чемпионата мира. В каждой клетке указаны сокращённое название этапа и результат, дополнительно обозначенный цветом. Расшифровка обозначений и цветов представлена в нижеследующей таблице. |                                                                    |
| \| Пример \| Описание \| \| ------------ \| ------------------------------------------------------------------ \| \| 1 \| Победитель \| \| 2 \| Второе место \| \| 3 \| Третье место \| \| 5 \| Финишировал, заработав очки \| \| Сход \| Не финишировал, но при этом заработал очки \| \| 12 \| Финишировал, не получив очков \| \| НКЛ \| Финишировал, но не попал в финальную классификацию \| \| 15 \| Участвовал вне зачёта, либо по отдельной классификации \| \| 18 \| Не финишировал, но попал в финальную классификацию \| \| Сход \| Не финишировал \| \| НКВ \| Не прошёл квалификацию \| \| НПКВ \| Не прошёл предквалификацию \| \| ДСК \| Дисквалифицирован \| \| ИСК \| Исключён из протокола соревнований \| \| ТТ \| Заявлен для участия только в тренировках \| \| НС \| Участвовал в квалификации, но не стартовал в гонке \| \| Т \| Травмирован или болен \| \| ОТК \| Отказ от участия \| \| НТР \| Прибыл на соревнования, но на трассу не выезжал \| \| НПР \| Был заявлен в числе участников, но не прибыл к началу соревнований \| \| О \| Соревнования отменены \| \| \| Не участвовал \| \| Поул-позиция \| \| \| Быстрый круг \| \| |                                                                    |
| Пример | Описание                                                           |
| 1 | Победитель                                                         |
| 2 | Второе место                                                       |
| 3 | Третье место                                                       |
| 5 | Финишировал, заработав очки                                        |
| Сход | Не финишировал, но при этом заработал очки                         |
| 12 | Финишировал, не получив очков                                      |
| НКЛ | Финишировал, но не попал в финальную классификацию                 |
| 15 | Участвовал вне зачёта, либо по отдельной классификации             |
| 18 | Не финишировал, но попал в финальную классификацию                 |
| Сход | Не финишировал                                                     |
| НКВ | Не прошёл квалификацию                                             |
| НПКВ | Не прошёл предквалификацию                                         |
| ДСК | Дисквалифицирован                                                  |
| ИСК | Исключён из протокола соревнований                                 |
| ТТ | Заявлен для участия только в тренировках                           |
| НС | Участвовал в квалификации, но не стартовал в гонке                 |
| Т | Травмирован или болен                                              |
| ОТК | Отказ от участия                                                   |
| НТР | Прибыл на соревнования, но на трассу не выезжал                    |
| НПР | Был заявлен в числе участников, но не прибыл к началу соревнований |
| О | Соревнования отменены                                              |
| | Не участвовал                                                      |
| Поул-позиция |                                                                    |
| Быстрый круг |                                                                    |

| Сезон | Команда     | Шасси            | Двигатель   | Ш | 1        | 2        | 3        | 4        | 5        | 6        | 7        | 8        | 9        | 10       | 11       | 12       | 13       | 14       | 15       | 16       | 17       | Место | Очки |
| ----- | ----------- | ---------------- | ----------- | - | -------- | -------- | -------- | -------- | -------- | -------- | -------- | -------- | -------- | -------- | -------- | -------- | -------- | -------- | -------- | -------- | -------- | ----- | ---- |
| 1982  | Lotus       | Lotus 91         | Cosworth V8 | G | ЮАР      | БРА      | СШЗ      | САН      | БЕЛ      | МОН      | ДЕТ      | КАН      | НИД НКВ  | ВЕЛ      | ФРА      | ГЕР      | АВТ      | ШВА      | ИТА      | СИЗ      |          | -     | 0    |
| 1987  | AGS         | AGS JH22         | Cosworth V8 | G | БРА      | САН      | БЕЛ      | МОН      | ДЕТ      | ФРА      | ВЕЛ      | ГЕР      | ВЕН      | АВТ      | ИТА      | ПОР      | ИСП      | МЕК      | ЯПО Сход | АВС 6    |          | 19    | 1    |
| 1989  | Coloni      | Coloni FC188B    | Cosworth V8 | P | БРА НКВ  | САН НКВ  | МОН Сход | МЕК НКВ  | США НКВ  |          |          |          |          |          |          |          |          |          |          |          |          | -     | 0    |
| 1989  | Coloni      | Coloni C3        | Cosworth V8 | P |          |          |          |          |          | КАН Сход | ФРА НКВ  | ВЕЛ Сход | ГЕР НПКВ | ВЕН НПКВ | БЕЛ НПКВ | ИТА НПКВ | ПОР Сход | ИСП НПКВ | ЯПО НПКВ | АВС НПКВ |          | -     | 0    |
| 1990  | EuroBrun    | EuroBrun ER189   | Judd V10    | P | США 13   | БРА НПКВ | САН Сход | МОН НКВ  | КАН НКВ  |          |          |          |          |          |          |          |          |          |          |          |          | 10    | 6    |
| 1990  | EuroBrun    | Eurobrun ER189B  | Judd V10    | P |          |          |          |          |          | МЕК НКВ  | ФРА НПКВ | ВЕЛ НПКВ | ГЕР НПКВ | ВЕН НПКВ | БЕЛ НПКВ | ИТА НПКВ | ПОР НПКВ | ИСП НПКВ |          |          |          | 10    | 6    |
| 1990  | Benetton    | Benetton B190    | Ford V8     | G |          |          |          |          |          |          |          |          |          |          |          |          |          |          | ЯПО 2    | АВС 7    |          | 10    | 6    |
| 1991  | Benetton    | Benetton B190B   | Ford V8     | G | США Сход | БРА 7    | САН 13   | МОН 4    | КАН Сход | МЕК 5    | ФРА Сход | ВЕЛ Сход | ГЕР 8    | ВЕН 8    | БЕЛ 4    |          |          |          |          |          |          | 10    | 8    |
| 1991  | Jordan      | Jordan 191       | Ford V8     | G |          |          |          |          |          |          |          |          |          |          |          | ИТА Сход | ПОР 10   |          |          |          |          | 10    | 8    |
| 1991  | Minardi     | Minardi M191     | Ferrari V12 | G |          |          |          |          |          |          |          |          |          |          |          |          |          |          |          | АВС 16   |          | 10    | 8    |
| 1992  | Andrea Moda | Andrea Moda S921 | Judd V10    | G | ЮАР      | МЕК      | БРА НПКВ | ИСП НПКВ | САН НПКВ | МОН Сход | КАН НПКВ | ФРА      | ВЕЛ НПКВ | ГЕР НПКВ | ВЕН НКВ  | БЕЛ НКВ  | ИТА НС   | ПОР      | ЯПО      | АВС      |          | -     | 0    |
| 1995  | Forti       | Forti FG01       | Ford V8     | G | БРА Сход | АРГ НКЛ  | САН НКЛ  | ИСП Сход | МОН Сход | КАН Сход | ФРА 16   | ВЕЛ Сход | ГЕР Сход | ВЕН Сход | БЕЛ 14   | ИТА Сход | ПОР 17   | ЕВР Сход | ТИХ 16   | ЯПО Сход | АВС Сход | -     | 0    |